# Permette? Rocco Papaleo
Permette? Rocco Papaleo is een Italiaanse dramafilm uit 1971 onder regie van Ettore Scola.

## Verhaal
Rocco emigreert van het Italiaanse platteland naar de Verenigde Staten. Hij hoopt er op een professionele bokscarrière. Wanneer zijn droom aan diggelen valt, moet hij in zijn onderhoud voorzien met allerhande vernederende baantjes. Hij blijft echter hoopvol bouwen aan zijn carrière. Pas wanneer hij merkt dat hij wordt geminacht door een fotomodel, komt hij in opstand tegen zijn lot.

## Rolverdeling
| Acteur               | Personage   |
| -------------------- | ----------- |
| Marcello Mastroianni | Rocco       |
| Lauren Hutton        | Jenny       |
| Tom Reed             | Gengis Khan |
| Margot Novak         | Linda       |
| Umberto Travaglini   | Alcantara   |